# Paramocis
Paramocis là một chi bướm đêm thuộc họ Noctuidae.